# Justus Carelhuis
Het Justus Carelhuis is het jongste hofje in de Nederlandse stad Leiden. Het is gelegen aan de Witte Rozenstraat 51a in de Vreewijk.
De uit Den Haag afkomstige (vermogende) broers Carel en Justus Pape studeerden in de 19e eeuw rechten in Leiden. De band die zij met de stad vormden hield stand en resulteerde in verschillende belangrijke schenkingen.
Mr. Carel Pape was regent van het Barend van Namenhof en liet in 1915 op eigen kosten de vervallen huisjes van het hofje afbreken om een nieuw hofje te bouwen.
Na zijn overlijden liet Mr. Carel Pape zijn verzameling schilderijen aan de stad na met de bedoeling dat die ondergebracht zou worden in het Stedelijk Museum De Lakenhal. Om de daarvoor noodzakelijke uitbreiding mogelijk te maken schonk Mr. Justus Pape daartoe een bedrag van fl. 50.000 en later nogmaals fl. 400.000. De nieuwe Pape-vleugel werd in 1921 geopend.
Bij het overlijden van Mr. Justus Pape ging een legaat van fl. 70.000 naar de regenten van het Barend van Namenshof, waarvan een hofje moest worden gebouwd ter huisvesting van Protestantse echtparen of dames uit de betere stand. Naar een ontwerp van de Leidse architect B. Buurman (1883-1951) van het Architectenbureau B. Buurman en ir. M.P. Schutte, werd in 1936 het Justus Carelhuis (vernoemd naar de beide voornamen van broers Pape) gebouwd. Het sobere doch functionele complex bestaat uit een twaalftal woningen waarvan de tuintjes grenzen aan de Trekvliet. Het beheer van het hofje wordt nog steeds gevoerd door de regenten van het Barend van Namenshof.
Barend van Namenhof ·
Bethaniënhof ·
Bethlehemshof ·
Brouchovenhof ·
Cathrijn Jacobsdochterhof ·
Cathrijn Maartensdochterhof ·
Coninckshof ·
Eva van Hoogeveenshof ·
François Houttijnshof ·
Groeneveldstichting ·
Groot Sionshof ·
Heiligen Geest- of Cornelis Spronghof ·
Jan de Laterehof ·
Jan Pesijnhof ·
Jean Michelhof ·
Jeruzalemhof ·
Joost Frans van de Lindenhof ·
Juffrouw Maashof ·
Justus Carelhuis ·
Klein Sionshof ·
Meermansburg ·
Mierennesthof ·
Pieter Gerritz. van der Speckhof ·
Pieter Loridanshof ·
Samuel de Zeehof ·
Schachtenhof ·
Sint Anna Aalmoeshuis ·
Sint Annahof of Joostenpoort ·
Sint Elisabethgasthuishof ·
Sint Jacobs- of Crayenboschhof ·
Sint Janshof ·
Sint Salvatorhof ·
Sint Stevenshof ·
Tevelingshof ·
Van Assendelftshof